# Matteria gracillima
Matteria gracillima là một loài Rêu trong họ Orthotrichaceae. Loài này được (Besch.) Goffinet mô tả khoa học đầu tiên năm 1998.